# مکتب‌خانه نامی فتویه
مکتب‌خانه نامی فتویه مربوط به دوره تیموریان است و در روستای فتویه، بخش مرکزی، شهرستان بستک، استان هرمزگان واقع شده‌است. این اثر در تاریخ ۱۷ خرداد ۱۳۸۴ با شمارهٔ ثبت ۱۵۳۵۶ به‌عنوان یکی از آثار ملی ایران به ثبت رسیده‌است.